# Kask do rugby

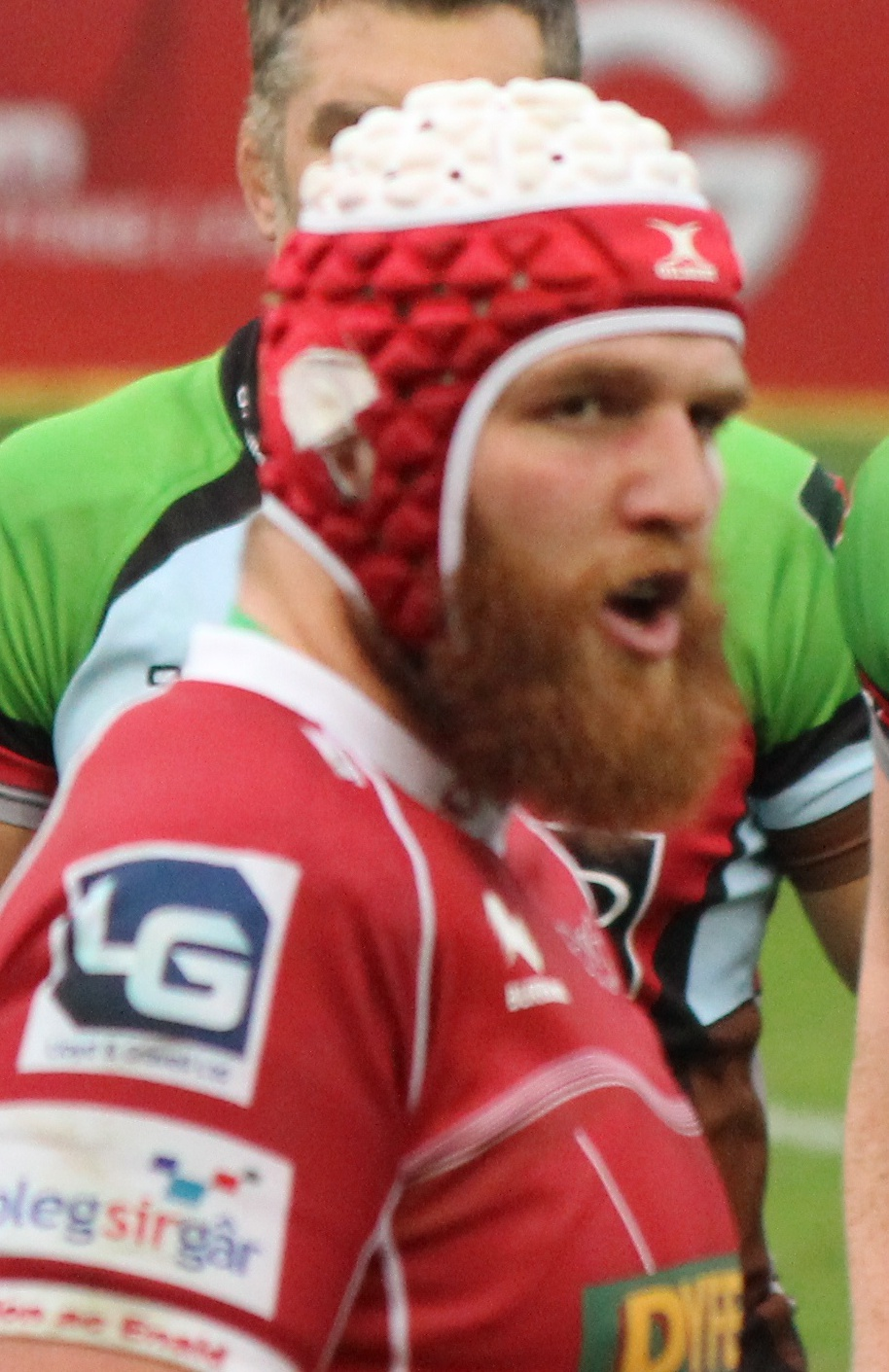
Walijski rugbysta Jake Ball w kasku

Kask do rugby (ang. scrum cap) – kask sportowy używany przez zawodników podczas meczu rugby, chroniący ich przed poważnymi urazami głowy, kalafiorowatym uchem, skaleczeniami i otarciami. Zgodnie z przepisami kask jest dodatkowym elementem ubioru i nie jest obowiązkowy. 

## Opis
Tradycyjnie kask do rugby używany był przez młynarzy, jednak obecnie noszą go również zawodnicy, którzy nie formują młyna. Zgodnie z ostatnimi badaniami, kask do rugby może zmniejszyć wpływ siły uderzenia nawet o 47%. Projekt kasku został zaprezentowany przez Euriga Evansa i był po raz pierwszy noszony przez uczniów brytyjskiego Christ’s College w Londynie. Rozmiar kasku w dużej mierze zależy od wielkości głowy zawodnika. W oficjalnych turniejach i meczach rugby dopuszczalne są tylko te kaski, które mają etykietę organizacji World Rugby.
Kask do rugby ochrania całą głowę oraz uszy i składa się z trzech warstw: zewnętrznej, środkowej i wewnętrznej. Warstwa wewnętrzna ma kilka perforacji na powierzchni, natomiast warstwa zewnętrzna ma kilka kieszonek. Warstwa środkowa wyposażona jest w otwartokomórkową piankę poliuretanową, o gęstości w zakresie od 100 do 300 kg/m³, która skutecznie redukuje energię przeciążenia, która po uderzeniu przekazywana jest do głowy zawodnika.
Pierwszy w historii kask miał typową konstrukcję opaski na głowę z wyściółką w okolicy uszu oraz paskiem pod brodą. Nie zakrywał obszaru głowy i zawodnik był narażony na obrażenia zewnętrzne. Obecnie używane kaski produkowane są z cienkiej pianki o różnych zaawansowanych właściwościach. Materiał sztywny, taki jak tworzywo sztuczne, jest całkowicie zabroniony. Kask dzięki odpowiedniej wentylacji zapobiega przegrzaniu głowy.